# Bryum minii
Bryum minii är en bladmossart som beskrevs av Accepted name, Nuovo Giorn. Bot. Ital., n.s.. Bryum minii ingår i släktet bryummossor, och familjen Bryaceae. Inga underarter finns listade i Catalogue of Life.